# Düsseldorfer Turn- und Sportverein Fortuna 1895 1971-1972
Questa voce raccoglie le informazioni riguardanti il Düsseldorfer Turn- und Sportverein Fortuna 1895 nelle competizioni ufficiali della stagione 1971-1972.

## Stagione
Nella stagione 1971-1972 il Fortuna Düsseldorf, allenato da Heinz Lucas, concluse il campionato di Bundesliga al 13º posto. In Coppa di Germania il Fortuna Düsseldorf fu eliminato agli ottavi di finale dallo Schalke 04.

## Rosa
| N. |                     | Ruolo | Calciatore       |
| -- | ------------------- | ----- | ---------------- |
|    | Germania (bandiera) | P     | Kurt Büns        |
|    | Germania (bandiera) | P     | Wilfried Woyke   |
|    | Germania (bandiera) | D     | Heiner Baltes    |
|    | Germania (bandiera) | D     | Peter Biesenkamp |
|    | Germania (bandiera) | D     | Fred Hesse       |
|    | Germania (bandiera) | D     | Klaus Iwanzik    |
|    | Germania (bandiera) | D     | Egon Köhnen      |
|    | Germania (bandiera) | D     | Werner Kriegler  |
|    | Germania (bandiera) | D     | Werner Lungwitz  |
|    | Germania (bandiera) | D     | Klaus Senger     |

| N. |                     | Ruolo | Calciatore         |
| -- | ------------------- | ----- | ------------------ |
|    | Germania (bandiera) | C     | Benno Beiroth      |
|    | Germania (bandiera) | C     | Klaus Budde        |
|    | Germania (bandiera) | C     | Leonhard Helmreich |
|    | Germania (bandiera) | C     | Heinz Lenssen      |
|    | Germania (bandiera) | C     | Hans Schulz        |
|    | Germania (bandiera) | A     | Reiner Geye        |
|    | Germania (bandiera) | A     | Herbert Gronen     |
|    | Germania (bandiera) | A     | Dieter Herzog      |
|    | Germania (bandiera) | A     | Hilmar Hoffer      |
|    | Germania (bandiera) | A     | Lothar Weschke     |

## Organigramma societario
Area tecnica
- Allenatore: Heinz Lucas
- Allenatore in seconda:
- Preparatore dei portieri:
- Preparatori atletici:

## Calciomercato

### Sessione estiva
| Acquisti | Acquisti           | Acquisti             | Acquisti |
| R.       | Nome               | da                   | Modalità |
| -------- | ------------------ | -------------------- | -------- |
| P        | Kurt Büns          | Hamborn 07           |          |
| A        | Herbert Gronen     | Alemannia Aquisgrana |          |
| C        | Leonhard Helmreich | F. Düsseldorf II     |          |
| C        | Hans Schulz        | Amburgo              |          |
| D        | Klaus Senger       | Schalke 04           |          |

| Cessioni | Cessioni     | Cessioni               | Cessioni |
| R.       | Nome         | a                      | Modalità |
| -------- | ------------ | ---------------------- | -------- |
| P        | Bernd Franke | Eintracht Braunschweig |          |
| A        | Hans Hägele  | Ludwigsburg            |          |

## Risultati

### Bundesliga

#### Girone di andata
| Arbitro: | Redelfs |

|                                              |           |            |
| Krauthausen 30’ Breitner 72’ Beckenbauer 84’ | Marcatori | 17’ Schulz |

| Arbitro: | Aldinger |

|                      |           |  |
| Schulz 26’ Budde 82’ | Marcatori |  |

| Duisburg 28 agosto 1971, ore 15:30 CET 3ª giornata | Duisburg | 0 – 0 referto | Fortuna Düsseldorf | Wedaustadion (27 000 spett.)\| Arbitro: \| Hilker \| |
| Arbitro:                                           | Hilker   |               |                    |                                                      |

| Düsseldorf 1º settembre 1971, ore 20:00 CET 4ª giornata | Fortuna Düsseldorf | 0 – 0 referto | Amburgo | Flinger Broich (22 000 spett.)\| Arbitro: \| Wengenmayer \| |
| Arbitro:                                                | Wengenmayer        |               |         |                                                             |

| Arbitro: | Quindeau |

|             |           |                           |
| Glowacz 54’ | Marcatori | 36’ Biesenkamp 41’ Herzog |

| Arbitro: | Schulenburg |

|           |           |  |
| Budde 85’ | Marcatori |  |

| Arbitro: | Niemann |

|             |           |  |
| Köstler 14’ | Marcatori |  |

| Arbitro: | Eschweiler |

|  |           |                                |
|  | Marcatori | 73’ Fischer 85’ (rig.) Fichtel |

| Arbitro: | Heckeroth |

|           |           |                                             |
| Hesse 82’ | Marcatori | 16’ Neuberger 42’ Baumann 57’ (aut.) Köhnen |

| Arbitro: | Ohmsen |

|         |           |            |
| Beer 1’ | Marcatori | 45’ Baltes |

| Düsseldorf 16 ottobre 1971, ore 15:30 CET 11ª giornata | Fortuna Düsseldorf | 0 – 0 referto | Eintracht Braunschweig | Flinger Broich (12 000 spett.)\| Arbitro: \| Riegg \| |
| Arbitro:                                               | Riegg              |               |                        |                                                       |

| Arbitro: | Herden |

|                       |           |  |
| Hoff 80’ Hoffmann 86’ | Marcatori |  |

| Arbitro: | Meuser |

|  |           |                        |
|  | Marcatori | 32’ Heynckes 36’ Kulik |

| Arbitro: | Wohlfarth |

|                                   |           |            |
| Vogt 10’ Henkes 84’ Ackermann 88’ | Marcatori | 29’ Herzog |

| Arbitro: | Gabor |

|                               |           |                                |
| Weschke 6’ Budde 10’ Geye 37’ | Marcatori | 50’ (aut.) Senger 84’ Słomiany |

| Arbitro: | Geng |

|                                      |           |            |
| Fechner 13’ Walitza 17’ Etterich 56’ | Marcatori | 54’ Herzog |

| Arbitro: | Schäfer |

|                                                    |           |  |
| Gronen 10’ Geye 43’ Lungwitz 56’ (rig.) Herzog 85’ | Marcatori |  |

#### Girone di ritorno
| Arbitro: | Ohmsen |

|  |           |            |
|  | Marcatori | 70’ Müller |

| Arbitro: | Linn |

|                                                   |           |  |
| Bertl 21’ Keller 42’, 50’, 84’ (rig.) Reimann 64’ | Marcatori |  |

| Düsseldorf 5 febbraio 1972, ore 15:00 CET 20ª giornata | Fortuna Düsseldorf | 0 – 0 referto | Duisburg | Flinger Broich (12 000 spett.)\| Arbitro: \| Fork \| |
| Arbitro:                                               | Fork               |               |          |                                                      |

| Arbitro: | Riegg |

|                           |           |                         |
| Seeler 10’, 23’ Hönig 12’ | Marcatori | 14’ Geye 47’, 67’ Budde |

| Arbitro: | Aldinger |

|            |           |          |
| Baltes 26’ | Marcatori | 8’ Flohe |

| Arbitro: | Dittmer |

|                                                 |           |                                    |
| Weidle 43’ Hölzenbein 45’ Parits 50’ Nickel 69’ | Marcatori | 52’ Biesenkamp 79’ (rig.) Lungwitz |

| Arbitro: | Berner |

|                                               |           |            |
| Geye 31’, 77’ Mietz 33’ (aut.) Biesenkamp 48’ | Marcatori | 18’ Schütz |

| Arbitro: | Herden |

|                                    |           |  |
| Fischer 6’ Rüssmann 76’ Scheer 80’ | Marcatori |  |

| Arbitro: | Wohlfarth |

|            |           |            |
| Laumen 68’ | Marcatori | 80’ Hoffer |

| Arbitro: | Fuchs |

|           |           |  |
| Budde 56’ | Marcatori |  |

| Arbitro: | Gabor |

|           |           |           |
| Erler 69’ | Marcatori | 2’ Baltes |

| Arbitro: | Linn |

|          |           |           |
| Geye 24’ | Marcatori | 22’ Emans |

| Arbitro: | Pfleiderer |

|            |           |                     |
| Netzer 40’ | Marcatori | 10’ Geye 66’ Herzog |

| Arbitro: | Betz |

|  |           |                                 |
|  | Marcatori | 1’ Fuchs 68’ Friedrich 80’ Vogt |

| Arbitro: | Boe |

|          |           |                                 |
| Brei 49’ | Marcatori | 24’ Hesse 64’ Herzog 70’ Schulz |

| Arbitro: | Rögner |

|                                |           |             |
| Herzog 10’ Baltes 36’ Geye 43’ | Marcatori | 18’ Walitza |

| Arbitro: | Lutz |

|                                         |           |                    |
| Entenmann 15’ Weidmann 50’ Ettmayer 63’ | Marcatori | 41’ (rig.) Iwanzik |

### Coppa di Germania
| Ludwigshafen am Rhein 4 dicembre 1971, ore CET Primo turno | SV Alsenborn | 0 – 0 referto | Fortuna Düsseldorf | Südweststadion (5 000 spett.)\| Arbitro: \| Klauser \| |
| Arbitro:                                                   | Klauser      |               |                    |                                                        |

| Arbitro: | Frey |

|                                  |           |  |
| Kadel 63’ (aut.) Herzog 73’, 84’ | Marcatori |  |

| Arbitro: | Frickel |

|          |           |           |
| Geye 69’ | Marcatori | 86’ Braun |

| Arbitro: | Wengenmayer |

|                          |           |          |
| Fischer 25’ Rüssmann 58’ | Marcatori | 34’ Geye |

## Statistiche

### Statistiche di squadra
| Competizione      | Punti | In casa | In casa | In casa | In casa | In casa | In casa | In trasferta | In trasferta | In trasferta | In trasferta | In trasferta | In trasferta | Totale | Totale | Totale | Totale | Totale | Totale | DR  |
| Competizione      | Punti | G       | V       | N       | P       | Gf      | Gs      | G            | V            | N            | P            | Gf           | Gs           | G      | V      | N      | P      | Gf     | Gs     | DR  |
| ----------------- | ----- | ------- | ------- | ------- | ------- | ------- | ------- | ------------ | ------------ | ------------ | ------------ | ------------ | ------------ | ------ | ------ | ------ | ------ | ------ | ------ | --- |
| Bundesliga        | 30    | 17      | 7       | 5       | 5       | 21      | 17      | 17           | 3            | 5            | 9            | 19           | 36           | 34     | 10     | 10     | 14     | 40     | 53     | -13 |
| Coppa di Germania | -     | 2       | 1       | 1       | 0       | 4       | 1       | 2            | 0            | 1            | 1            | 1            | 2            | 4      | 1      | 2      | 1      | 5      | 3      | +2  |
| Totale            | 30    | 19      | 8       | 6       | 5       | 25      | 18      | 19           | 3            | 6            | 10           | 20           | 38           | 38     | 11     | 12     | 15     | 45     | 56     | -11 |

### Andamento in campionato
| Giornata  | 1  | 2 | 3  | 4 | 5 | 6 | 7 | 8 | 9  | 10 | 11 | 12 | 13 | 14 | 15 | 16 | 17 | 18 | 19 | 20 | 21 | 22 | 23 | 24 | 25 | 26 | 27 | 28 | 29 | 30 | 31 | 32 | 33 | 34 |
| --------- | -- | - | -- | - | - | - | - | - | -- | -- | -- | -- | -- | -- | -- | -- | -- | -- | -- | -- | -- | -- | -- | -- | -- | -- | -- | -- | -- | -- | -- | -- | -- | -- |
| Luogo     | T  | C | T  | C | T | C | T | C | C  | T  | C  | T  | C  | T  | C  | T  | C  | C  | T  | C  | T  | C  | T  | C  | T  | T  | C  | T  | C  | T  | C  | T  | C  | T  |
| Risultato | P  | V | N  | N | V | V | P | P | P  | N  | N  | P  | P  | P  | V  | P  | V  | P  | P  | N  | N  | N  | P  | V  | P  | N  | V  | N  | N  | V  | P  | V  | V  | P  |
| Posizione | 14 | 8 | 11 | 9 | 6 | 4 | 7 | 8 | 13 | 11 | 12 | 12 | 12 | 13 | 12 | 13 | 12 | 13 | 14 | 14 | 14 | 14 | 14 | 14 | 14 | 14 | 14 | 13 | 14 | 13 | 14 | 13 | 12 | 13 |

Legenda:

Luogo: C = Casa; T = Trasferta. Risultato: V = Vittoria; N = Pareggio; P = Sconfitta.

### Statistiche dei giocatori
| Giocatore     | Bundesliga | Bundesliga | Bundesliga  | Bundesliga | Coppa di Germania | Coppa di Germania | Coppa di Germania | Coppa di Germania | Totale   | Totale | Totale      | Totale     |
| Giocatore     | Presenze   | Reti       | Ammonizioni | Espulsioni | Presenze          | Reti              | Ammonizioni       | Espulsioni        | Presenze | Reti   | Ammonizioni | Espulsioni |
| ------------- | ---------- | ---------- | ----------- | ---------- | ----------------- | ----------------- | ----------------- | ----------------- | -------- | ------ | ----------- | ---------- |
| H. Abel       | 0          | 0          | 0           | 0          | 0                 | 0                 | 0                 | 0                 | 0        | 0      | 0           | 0          |
| H. Baltes     | 34         | 4          | 0           | 0          | 4                 | 0                 | 0                 | 0                 | 38       | 4      | 0           | 0          |
| B. Beiroth    | 1          | 0          | 0           | 0          | 1                 | 0                 | 0                 | 0                 | 2        | 0      | 0           | 0          |
| P. Biesenkamp | 22         | 3          | 0           | 0          | 1                 | 0                 | 0                 | 0                 | 23       | 3      | 0           | 0          |
| K. Budde      | 33         | 6          | 0           | 0          | 3                 | 0                 | 0                 | 0                 | 36       | 6      | 0           | 0          |
| K. Büns       | 5          | 0          | 0           | 0          | 1                 | 0                 | 0                 | 0                 | 6        | 0      | 0           | 0          |
| M. Galakos    | 0          | 0          | 0           | 0          | 0                 | 0                 | 0                 | 0                 | 0        | 0      | 0           | 0          |
| R. Geye       | 34         | 8          | 0           | 0          | 4                 | 2                 | 0                 | 0                 | 38       | 10     | 0           | 0          |
| H. Gronen     | 20         | 1          | 0           | 0          | 3                 | 0                 | 0                 | 0                 | 23       | 1      | 0           | 0          |
| L. Helmreich  | 3          | 0          | 0           | 0          | 0                 | 0                 | 0                 | 0                 | 3        | 0      | 0           | 0          |
| D. Herzog     | 34         | 7          | 0           | 0          | 4                 | 2                 | 0                 | 0                 | 38       | 9      | 0           | 0          |
| F. Hesse      | 30         | 2          | 0           | 0          | 4                 | 0                 | 0                 | 0                 | 34       | 2      | 0           | 0          |
| H. Hoffer     | 13         | 1          | 0           | 0          | 0                 | 0                 | 0                 | 0                 | 13       | 1      | 0           | 0          |
| K. Iwanzik    | 20         | 1          | 0           | 0          | 3                 | 0                 | 0                 | 0                 | 23       | 1      | 0           | 0          |
| B. Kipp       | 0          | 0          | 0           | 0          | 0                 | 0                 | 0                 | 0                 | 0        | 0      | 0           | 0          |
| H. Kraus      | 0          | 0          | 0           | 0          | 0                 | 0                 | 0                 | 0                 | 0        | 0      | 0           | 0          |
| W. Kriegler   | 32         | 0          | 0           | 0          | 3                 | 0                 | 0                 | 0                 | 35       | 0      | 0           | 0          |
| E. Köhnen     | 34         | 0          | 0           | 0          | 4                 | 0                 | 0                 | 0                 | 38       | 0      | 0           | 0          |
| H. Lenssen    | 1          | 0          | 0           | 0          | 0                 | 0                 | 0                 | 0                 | 1        | 0      | 0           | 0          |
| W. Lungwitz   | 30         | 2          | 0           | 0          | 4                 | 0                 | 0                 | 0                 | 34       | 2      | 0           | 0          |
| H. Schulz     | 23         | 3          | 0           | 0          | 4                 | 0                 | 0                 | 0                 | 27       | 3      | 0           | 0          |
| K. Senger     | 4          | 0          | 0           | 0          | 0                 | 0                 | 0                 | 0                 | 4        | 0      | 0           | 0          |
| P. Sichmann   | 0          | 0          | 0           | 0          | 0                 | 0                 | 0                 | 0                 | 0        | 0      | 0           | 0          |
| L. Weschke    | 6          | 1          | 0           | 0          | 1                 | 0                 | 0                 | 0                 | 7        | 1      | 0           | 0          |
| W. Woyke      | 29         | 0          | 0           | 0          | 3                 | 0                 | 0                 | 0                 | 32       | 0      | 0           | 0          |
| G. Zewe       | 0          | 0          | 0           | 0          | 0                 | 0                 | 0                 | 0                 | 0        | 0      | 0           | 0          |